# Zbigniew Albin
Zbigniew Albin (* 6. März 1965 in Sulejów) ist ein ehemaliger polnischer Radrennfahrer.

## Sportliche Laufbahn
Albin war im Straßenradsport aktiv. Er startete für die Vereine Start Piotrków Trybunalski und Gwardia Łódź. 1985 siegte er im Etappenrennen Małopolski Wyścig Górski. 1987 gewann er die Wertung des aktivsten Fahrers in der Polen-Rundfahrt. 1988 siegte er in der Tunesien-Rundfahrt vor Wieslaw Matuszek. 1989 wurde er Vize-Meister im Straßenrennen hinter Joachim Halupczok.